# Сауткін Михайло Федорович
Михайло Федорович Сауткін (5 червня 1930, Рязанська обл. — 1 лютого 2020, Рязань) — радянський і російський спортсмен та фахівець в галузі фізичного виховання, спортивної медицини та лікувальної фізкультури. Бронзовий призер Європи, срібний призер Росії, чемпіон Москви, багаторазовий чемпіон Рязані та Рязанської області з пауерліфтингу. Доктор медичних наук, професор (1992), у 1976—1988 рр. завідувач кафедри спортивної медицини та лікувальної фізкультури Рязанського медичного інституту (нині РязДМУ). Заслужений працівник фізичної культури РФ.
Закінчив Єгор'євське авіаційно-технічне училище цивільного повітряного флоту. У 1951—1954 рр. працював авіатехніком. Закінчив з відзнакою Єгор'євське медичне училище.
З 1956 по 1962 р. студент лікувального ф-ту Рязанського медичного інституту.
У 1957—1973 рр. спортсмен, тренер з важкої атлетики.
У 1991 році захистив докторську дисертацію.
Автор 13 монографій, понад 300 наукових публікацій, зокрема багатьох опублікованих робіт по апітерапії.